# Arning
Arning ist ein ursprünglich westfälischer Familienname. Es handelt sich um ein Patronym, also um die Ableitung vom Vornamen eines Familienvaters, in diesem Fall von Arnold oder einer der Kurzformen wie Arnd. Zwischenstufen wie Arnding oder Arnolding sind bezeugt. Der Name ist inzwischen auch außerhalb Deutschlands und Europas verbreitet. Wegen der Art der Namensbildung kann die Abstammung aller Arnings von einer Stammfamilie ausgeschlossen werden.

## Namensträger
- Christian Arning (1824–1909), deutscher Richter und Politiker, MdHB
- Eduard Arning (1855–1936), deutsch-britischer Dermatologe
- Hermann Ferdinand Arning (1911–1987), deutscher Jurist und Politiker (FDP)
- Johann Carl Gottlieb Arning (1786–1862), deutscher Jurist und Politiker, Senator von Hamburg
- Karl Arning (1892–1964), deutscher Generalmajor
- Marie Arning (1887–1957), deutsche Politikerin (SPD), MdR
- Wilhelm Arning (1865–1943), deutscher Mediziner und Politiker (NLP), MdR